# Список пресмыкающихся Беларуси

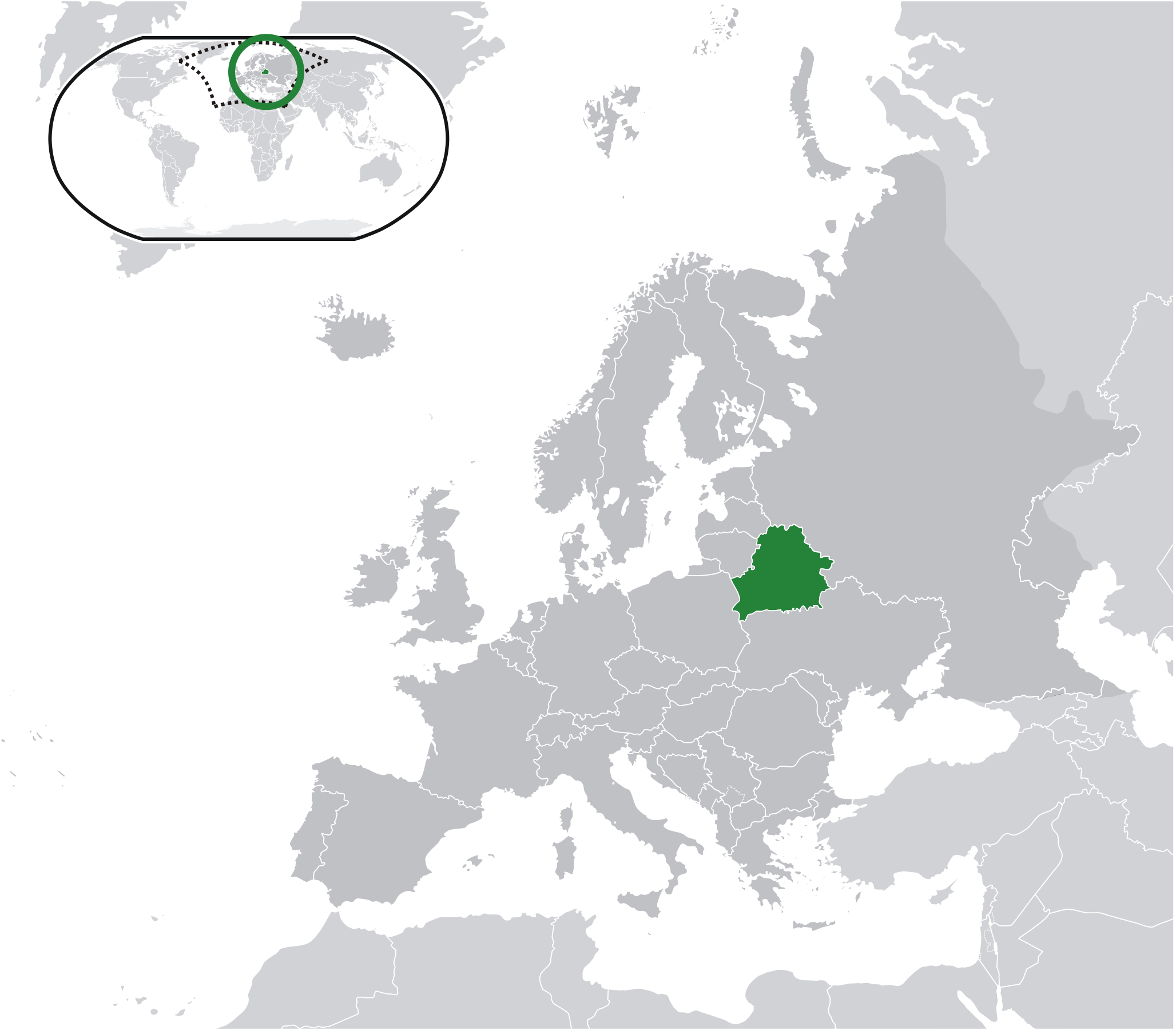
Республика Беларусь на карте Европы

Список пресмыкающихся Беларуси включает 7 видов пресмыкающихся, достоверно обитающих на территории Республики Беларусь, из которых 1 вид относится к черепахам, 3 вида — к ящерицам и 3 — к змеям.

## Список видов
| Иллюстрация                                             | Русское название              | Латинское название и автор таксона   | Ареал на территории страны. Замечания по систематике. | Статус МСОП                                      |
| ------------------------------------------------------- | ----------------------------- | ------------------------------------ | --- | ------------------------------------------------ |
| Отряд Черепахи (Testudines)                             |                               |                                      | |                                                  |
| Семейство Американские пресноводные черепахи (Emydidae) |                               |                                      | |                                                  |
|                                                         | Европейская болотная черепаха | Emys orbicularis (Linnaeus, 1758)    | Распространена в южной и юго-восточной частях страны в пределах Полесья и зоны европейских широколиственно-сосновых лесов. С севера ареал ограничен линией Пружаны − Белозерск — Телеханы − Дяковичи − Копаткевичи − Василевичи − Добруш. Кроме того, черепаха регулярно встречается в более северных районах, куда они выпускаются после содержания в неволе. Представлена номинативным подвидом. | Вид, близкий к уязвимому положению               |
| Отряд Чешуйчатые (Squamata)                             |                               |                                      | |                                                  |
| Семейство Веретенициевые (Anguidae)                     |                               |                                      | |                                                  |
|                                                         | Колхидская веретеница         | Anguis colchica (Nordmann, 1840)     | Ранее считалось, что территорию страну населяет ломкая веретеница, но по результатам молекулярно-генетических исследований вид был разделён на несколько, а популяции Восточной Европы были отнесены к колхидской веретенице. В стране распространена мозаично, занимая смешанные, берёзовые, ольховые и сосновые леса. | Вид не представлен в Международной Красной книге |
| Семейство Настоящие ящерицы (Lacertidae)                |                               |                                      | |                                                  |
|                                                         | Прыткая ящерица               | Lacerta agilis Linnaeus, 1758        | Является самым массовым видом рептилий в стране, проявляющий тенденцию к синантропизации. Распространена по всей территории, встречаясь на открытых участках, предпочитая опушки и поляны сосняков, дубрав и березняков, а также суходольные и пойменные речные луга и антропогенные биотопы (просеки, обочины дорог, свалки, дамбы польдерных систем и откосы мелиоративных каналов). Реже встречается во влажных низинных лугах, на влажных участках пойм и в ольшанниках. Представлена подвидом Lacerta agilis chersonensis Andrzejowski, 1832. | Вид вне опасности                                |
|                                                         | Живородящая ящерица           | Zootoca vivipara (Linnaeus, 1758)    | Второй по массовости вид рептилий в стране, встречающийся практически всю территорию республики. Занимает увлажнённые заболоченные участки, такие как верховые и переходные болота, опушки, зарастающие вырубки и заросли по берегам водоёмов лиственных, хвойных и широколиственных лесов, а также влажные пойменные луга, граничащие с лесом. Может обитать совместно с прыткоя ящерицей, чаще на границе сухих и влажных биотопов. | Вид вне опасности                                |
| Семейство Ужеобразные (Colubridae)                      |                               |                                      | |                                                  |
|                                                         | Обыкновенная медянка          | Coronella austriaca (Laurenti, 1768) | Редкий вид, обитающий на хорошо прогреваемых опушках, полянах, вырубках и в редколесьях. | Вид вне опасности                                |
|                                                         | Обыкновенный уж               | Natrix natrix (Linnaeus, 1758)       | Самый массовый вид змей, распространённый повсеместно во влажных местообитаниях. Чаще всего встречается по берегам водоёмов, краям низинных болот, на низинных лугах среди лесных массивов, в пойменных ольшанниках и дубравах, на зарастающих вырубках. Представлен подвидом N. n. scutata. | Вид вне опасности                                |
| Семейство Гадюковые змеи (Viperidae)                    |                               |                                      | |                                                  |
|                                                         | Обыкновенная гадюка           | Vipera berus (Linnaeus, 1758)        | Мозаично распространена по всей территори страны. Обычно встречается на возвышениях среди массивов верховых болот, участках между влажными лесами и возвышенностями, в смешанных лесах с полянами и прогалинами, ельниках, малинниках среди заболоченных лесов, на пойменных лугах, опушках заболоченных сосняков, вырубках. | Вид вне опасности                                |